# Clint Carleton
Clint Carleton (Kelowna, 2 de septiembre de 1972) es un actor, productor y especialista de cine canadiense.

## Biografía
Clint nació y se crio en Kelowna, Canadá, donde pasó la mayor parte de su tiempo libre después de la escuela secundaria, en el campo esquiando y escalando rocas. Durante los meses de verano, Clint actuó tan bien como compitió, en motos de agua de estilo libre. Era un ávido artista marcial y ganó el Masters Invitational de 1993 en Tai-Kwon-Do.
Cuando tenía poco más de veinte años, Clint viajó por 28 países de todo el mundo durante casi cinco años con un presupuesto limitado, antes de conocer a Peter Jackson en Nueva Zelanda. Luego, Clint pasó un año actuando en la trilogía de Lord Of The Ring, interpretando once estilos de personajes diferentes, y también trabajó como entrenador de movimientos orcos. Fue durante este tiempo que Clint se dio cuenta de sus intereses y pasión como intérprete.

## Carrera
Clint se mudó a Vancouver en 2000 y comenzó su carrera en la industria del cine como actor y acrobático. Ha duplicado a varios actores de la lista A, incluidos Robert Redford, Andy García, Burt Reynolds y Owen Wilson. Ha tenido varios papeles como actor, incluido Young Night Owl en Watchmen.
Clint también es productor de películas y documentales, y forma parte de la junta directiva de tres organizaciones sin fines de lucro, dedicadas a ayudar a hacer del mundo un lugar mejor para nuestros niños[cita requerida].